# 堯賴山
12°37′29″S 75°31′14″W / 12.62472°S 75.52056°W
堯賴山（Yawray），是秘魯的山峰，位於該國中部萬卡韋利卡大區和胡寧大區，由阿科班比亞區和上瓊戈斯區負責管轄，屬於安地斯山脈的一部分，海拔高度5,112米。